# Teucrium turredanum
Teucrium turredanum là một loài thực vật có hoa trong họ Hoa môi. Loài này được Losa & Rivas Goday miêu tả khoa học đầu tiên năm 1968.